# Kostel svatého Vavřince (Prácheň)
Kostel sv. Vavřince v osadě Prácheň u Kamenického Šenova je farním kostelem prácheňské farnosti. Od roku 2008 je kostel, zasvěcený svatému Vavřinci, chráněn jako kulturní památka České republiky.

## Historie
Osada, jménem Prácheň, vznikla ve třicátých letech 17. století a původně sloužil náboženským potřebám obyvatel dřevěný kostelík. Na jeho místě byl vybudován v letech 1780–1782 nový kostel v barokním slohu stavitelem Janem Václavem Koschem z Děčína. V roce 1854 byla vystavěna zvonice, do které byly umístěny tři zvony, které však byly za války zrekvírovány. Zachoval se pouze jeden zvon z roku 1747. Věžní hodiny pocházejí z roku 1855, ale řadu let již nejsou funkční. Zařízení kostela bylo doplňováno až do začátku 19. století. V roce 1914 bylo v kostele zavedeno elektrické osvětlení. Koncem 20. století ještě bývaly v kostele pravidelné bohoslužby, později již pouze jednou měsíčně. V současné době jsou v kostele bohoslužby pouze příležitostně.

## Architektura
Kostel je pozdně barokní, neorientovaný. Je obdélný a má i obdélný presbytář se segmentovým zakončením. Sakristie je čtvercová a nachází se v ose kostela. Západní průčelí je s nepatrným středním rizalitem, který je ukončený trojúhelníkovým štítem. Je členěné pilastry a vyvrcholeno hranolovou věží. Vstupní portál je obdélný s trojúhelníkovým štítem a s nikou se sochou sv. Vavřince. Boční fasády jsou s plochými širokými lizénami, které jsou prolomeny oknem se segmentovým záklenkem.
Presbytář má valenou klenbu s lunetami. Loď má plochý strop. Kruchta kostela je konvexně-konkávně zvlněná.

## Vybavení
Zařízení kostela pochází z konce 18. století a z období kolem roku 1800. Hlavní oltář je rokokový, s obrazem Umučení sv. Vavřince, a pochází z konce 18. století. Dva boční oltáře jsou klasicistní a pocházejí z období kolem roku 1800. Varhany, lavice a křtitelnice jsou rokokové.